# Kölnska zveza
Kölnska zveza (nemško Kölner Konföderation) je bila srednjeveška vojaška zveza proti Kraljevini Danski, ustanovjena na skupščini  Hanzeatske zveze v  Kölnu leta 1367.
Hanzeatska mesta na južni obali Baltskega morja so skoraj izgubila prvo dansko-hanzeatsko vojno v bitki pri Helsingborgu leta 1362 in leta 1365 sklenila z Dansko Vordingborški mir. Ker ta mir ni bil izvršljiv, so mesta Lübeck, Rostock, Stralsund, Wismar, Culm, Thorn, Elbing, Kampen, Harderwyk, Elburg, Amsterdam in Briel sklenila zvezo za vojno proti Danski in Norveški. V zvezi je bilo tudi nekaj nehanzeatskih nizozemskih mest. Sporazum je bil podpisan za čas trajanja načrtovane vojne in nato še tri leta. Izvirni jezik sporazuma ni bila latinščina, ampak mestna lingua franca, srednja spodnja nemščina. Sporazum je urejal finančne vidike vojne ter število ladij in posadk, ki so jih morala poslati sodelujoča obmorska mesta.
Druga dansko-hanzeatska vojna se je končala s Stralsundskim sporazumom, sklenjenim leta 1370, ki je bil velik uspeh zveze. Kölnska zveza je z več podaljšanji trajala do leta 1385.

## Vira
- Ernst Robert Daenell. Die Kölner Konföderation vom Jahre 1367 und die schonischen Pfandschaften. Hansisch-dänische Geschichte 1367–1385. Duncker & Humblot, Leipzig 1894 (digitalizirano).
- Dollinger, Philippe (1999). The German Hansa. Routledge. ISBN 0-415-19072-X.